# 朴秀真
朴秀真（1985年11月27日—），韓國女演員，名字常被誤譯為朴秀珍。素有水晶娃娃之稱，被韓國男性認為是最理想的初戀，曾經是女子組合Sugar的成員。

## 经历
2009年在SBS《愛你千萬次》與金希澈扮演情侶，並成功轉型為演員。2015年5月14日，朴秀真經紀公司KEYEAST宣布其与同公司演員兼社長的裴勇浚從2015年2月開始互有好感，逐漸發展成戀人，並暫定於2015年秋季舉行婚禮。其後於2015年7月27日在韓國首爾華克山莊舉行非公開婚禮，並否認是奉子成婚。2016年4月29日，二人透過經紀公司公開朴秀真懷孕的消息。
2024年，KEYEAST证实与朴秀真已解除合约许久。朴秀真与裴勇俊于2015年结婚后就处于活动中断状态，夫妇两人于2022年移居夏威夷。

## 戲劇作品

### 電視劇
- 2002年：KBS《親春》
- 2004年：MBC《NonStop4》（客串）
- 2005年：MBC《彩虹羅曼史》（客串）
- 2006年：MET《Break Boy》
- 2007年：SBS《愛情殺手吳水晶》飾演 吳水晶 (少年)
- 2007年：MBC every1《倒紅酒的惡魔》飾演 安天使
- 2008年：OCN《誘惑的技術》飾演 希真
- 2008年：MBC《我們的快樂結局》飾演 賢智
- 2009年：KBS《花樣男子》飾演 恩才（客串）
- 2009年：MBC《善德女王》飾演 摩耶夫人（少年）
- 2009年：SBS《愛你千萬次》飾演 吳蘭婷
- 2010年：SBS《我的女友是九尾狐》飾演 殷惠仁
- 2011年：Channel A《蔬菜店的小夥子》飾演 鄭丹菲
- 2012年：KBS《順藤而上的你》飾演 宋秀智
- 2012年：MBN《樹木葬》飾演 智孝
- 2013年：tvN《鄰家花美男》飾演 車桃暉
- 2013年：KBS《劍與花》飾演 慕雪

### 電影
- 1993年：《小小綠巨人》飾演 警察的女兒
- 2009年：《頂樓的大象》（客串）
- 2012年：《樹木葬》飾演 智孝
- 2013年：《愛情的剪刀石頭布》飾演 友真

### MV
- Super Junior金希澈《初星》
- 2010年：J.Rich《再見我的愛》（與鄭允浩）

## 節目作品
- 2006年—2009年：《Ongamenet Mobile Gamebank》MC
- 2010年—2015年：OliveTV《Tasty Road》第一季至第六季MC[8]

## 书籍
- 2011年：《朴秀真的Beauty療法》（박수진의 뷰티 테라피）ISBN 9788996409373[9]

## 外部連結
- 官方網站 （页面存档备份，存于）
- 朴秀真的X（前Twitter）
- 朴秀真的Instagram帳戶
- 朴秀真在NAVER上的资料